# Med Izolo in Strunjanom - klif
Med Izolo in Strunjanom - klif este o arie protejată (arie specială de conservare — SAC, sit de importanță comunitară — SCI) din Slovenia întinsă pe o suprafață de 55,58 ha, integral pe uscat.

## Localizare
Centrul sitului Med Izolo in Strunjanom - klif este situat la coordonatele 45°32′26″N 13°36′57″E / 45.5405°N 13.6157°E.

## Înființare
Situl Med Izolo in Strunjanom - klif a fost declarat sit de importanță comunitară în aprilie 2004 pentru a proteja un număr necunoscut de specii din flora spontană și fauna sălbatică aflate în arealul zonei. Situl a fost protejat și ca arie specială de conservare în februarie 2012.

## Biodiversitate
Situată în ecoregiunea continentală, aria protejată conține 3 habitate naturale: Recifuri, Vegetație anuală la limita mareei, Faleze cu vegetație de Limonium spp. endemic de pe coastele mediteraneene.
La baza desemnării sitului se află un număr nedeclarat de specii protejate.